# Frederik af Slesvig-Holsten-Sønderborg-Wiesenburg
Frederik (født 2. februar 1651, død 7. oktober 1724) var den anden hertug af den sønderborgske hertugslægt Slesvig-Holsten-Sønderborg-Wiesenburg.
Han var ældste søn af hertug Philip Ludvig af Slesvig-Holsten-Sønderborg-Wiesenburg og Anna Margrethe, landgrevinde af Hessen-Homburg. Som sin far gik han i østrigsk tjeneste, og endte som kejserlig feltmarskal.